# Volkswagen Group of America
Volkswagen Group of America, Inc. (VWoA) ist ein US-amerikanisches Unternehmen der Volkswagen AG mit Sitz in Herndon (Virginia), Vereinigte Staaten. Haupttätigkeiten sind der Vertrieb und die Finanzierung von Fahrzeugen der Volkswagen-Gruppe sowie die Produktion einiger Fahrzeugmodelle. Das Unternehmen mit ca. 10.000 Beschäftigten wird von Kjell Gruner geführt.

## Geschichte

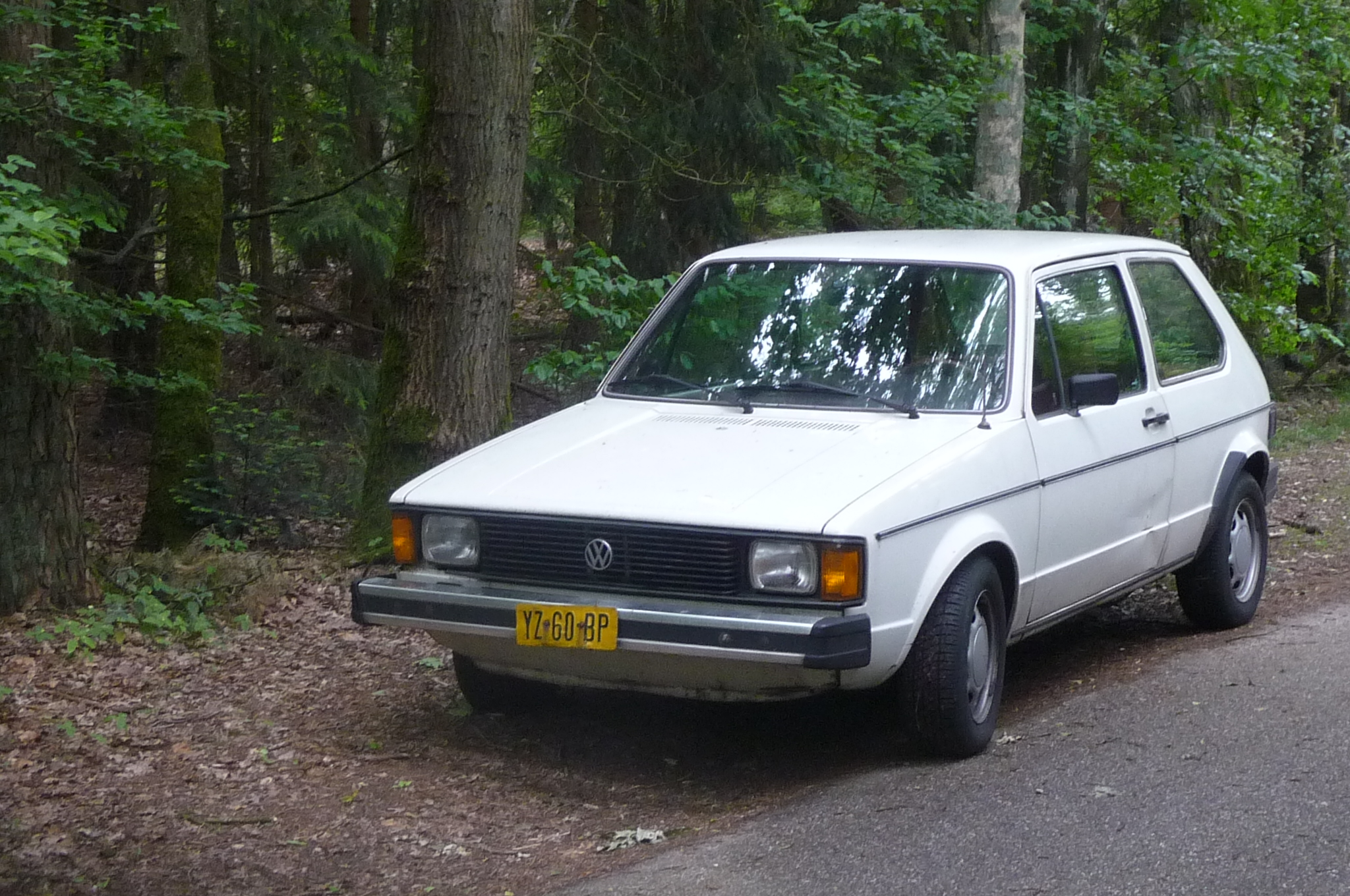
Volkswagen Rabbit (1981)

Das 1955 gegründete Unternehmen hatte seine erste Hauptverwaltung in Englewood Cliffs in New Jersey.
Bereits 1973 gab es seitens der Volkswagenwerk AG Überlegungen, ein Produktionswerk in den USA zu errichten, um ungünstige Wechselkurse und hohe Produktionskosten in Deutschland zu umgehen.
Nachdem sich der Absatz der Volkswagen of America von 1973 bis 1976 mehr als halbiert hatte, beschloss der Aufsichtsrat 1976 den Bau eines Montagewerkes in den USA. Im April 1978 begann die Produktion des Rabbit genannten Golf I im neu eingerichteten Werk bei New Stanton im Westmoreland County (Pennsylvania). Zuvor befasste sich Volkswagen of America nur mit dem nationalen Absatz der Importe aus Deutschland und Mexiko.
Ende 1987 ließ Volkswagen die Produktion im Werk bei New Stanton auslaufen und verlagerte sie nach Puebla, Mexiko.

1988 wurde der Unternehmenssitz nach Troy in der Metropolregion Detroit verlegt, 1991 nach Auburn Hills, ebenfalls in Metro Detroit.
Im April 2008 bezog die Volkswagen Group of America den neuen Hauptsitz im „Ferdinand Porsche Drive“ in Herndon (Virginia).

## Unternehmensgruppe
Zur Volkswagen Group of America, welche ihren Hauptsitz in Herndon (Virginia) hat, gehören die Gesellschaften:
- Audi of America, LLC
- Bentley Motors Inc.
- Bugatti of America
- Automobili Lamborghini America LLC
- Volkswagen of America
- VW Credit, Inc.

Die Unternehmensgruppe hat knapp 1.000 Vertragshändler.
- Electrify America LLC, Reston (Virginia)

### Standorte
(Quelle:)
- Corporate Headquarters,
  - Herndon (Virginia)

- Electronics Research LAB & Design Center,
  - Belmont (California)
- Parts Distribution Center:
  - Rocklin (California)
  - Ontario (California)
  - Fort Worth (Texas)
  - Pleasant Prairie (Wisconsin)
  - Knoxville (Tennessee)
  - Jacksonville (Florida)
  - Cranbury (New Jersey)

- Port:
  - Benicia (California)
  - San Diego (California)
  - Houston (Texas)
  - Jacksonville (Florida)
  - Davisville (Rhode Island)
- Training Center:
  - Eastvale (California)
- Technical Center:
  - Oxnard (California)
- Proving Ground:
  - Maricopa (Arizona)
- Customer Relations & After Sales:
  - Auburn Hills (Michigan)
- North American Engineering and Planning Center:
  - Chattanooga (Tennessee)
- Manufacturing Plant
  - Volkswagen Westmoreland Assembly Plant, New Stanton (Pennsylvania), von 1978 bis 1988
  - Volkswagen Group of America Chattanooga Operations LLC, Chattanooga (Tennessee)[2], seit 2011
- VW Credit, Inc.
  - Service Center: Portland (Oregon), Woodland Hills (California), Irving (Texas), Libertyville und Rosemont (Illinois), Alpharetta (Georgia), Woodcliff Lake (New Jersey)

## Modelle
Das Unternehmen vertreibt standardmäßig folgende Modelle:
- Volkswagen Arteon
- Volkswagen Atlas a
- Volkswagen Beetle a
- Volkswagen Golf VII (MK7, GTI, e-Golf, Golf R, GolfSportWagen, GolfAlltrack)
- Volkswagen Jetta a
- Volkswagen Passat Sedan a
- Volkswagen Tiguan MK1 & MK2

sowie einige importierte Modelle von Audi, Bentley, Bugatti und Lamborghini.